# Homoioteleuton
Homoioteleuton（ギリシア語： ὁμοιοτέλευτον, ホモイオテレウトン、「最後の部分のように」、英語：Homeoteleuton）とは、語の最後の部分の反復のこと。near rhymeと呼ばれることもある。

## 歴史
アリストテレスは『弁論術』の中で、行末の最後の語が、同じ最後の部分を持つ2つの詩行について述べた（1410a20-30）。（ただしアリストテレスは「Homoioteleuton」という語は使っていない）
ωιηθησαν αυτον παιδον τετοκεναι
 αλλ' αυτου αιτον γεγονεναι
ôiêthêsan auton paidion tetokenai,
all' autou aition gegonenai
Homoioteleutonはラテン語の修辞学・詩で、技法として頻繁に使われた。最後の部分が類似した2つの語の関係性が、読み手に注意を促すのに使われた。

## Homoioteleutonの種類
現在では、Homoioteleutonの意味は、アリストテレスが述べたこと以外のことも指す。

### Near Rhyme
ギリシア語やラテン語と違い、音節に強勢（アクセント）のある英語などでは、Homoioteleutonは押韻（Rhyme）として必ずしも効果的ではない。
The waters rose rapidly,
and I dove under quickly.
副詞の最後の部分「-ly」は同じ音であるが、そこには強勢はない。それぞれ「RA-pid-ly」「QUICK-ly」（大文字は強勢のある部分）となり、違う音に聞こえる。

### 筆記上の誤り
古文書や本文批評の分野では、Homeoteleutonは古典のテキストに現れた筆耕の誤りの形式を意味するようになった。筆耕は聖書などを頻繁に写字しなければならなかった。オリジナルのテキストを読む際にある語を次の行にある同じ語と読み違えて、その間を飛ばしてしまうことがあり、その写本からさらに別の写本が作られることがあった。
『サムエル記』上11にその例がある。イスラエルの都市ギレアドのヤベシュ（Jabesh-Gilead）がアモン人に包囲されたくだりである。
それからアモン人のナハシュがやって来て、ギレアドのヤベシュに対して陣取った。ヤベシュの住民たちはナハシュに言った、自分たちと契約すれば、汝に仕えようと。アモン人のナハシュはその"契約"の"条件"についてこう言った、汝ら全員の右目をえぐり出し、全イスラエルの恥のためにそれを置く。 - 『サムエル記』上11.1-2。
前の節ではナハシュがイスラエル人を盲目にしたいという欲望が説明されておらず、研究者たちは聖書の文脈の中でこの虐待を説明することができなかった。しかし、死海文書の4QSamが見つかって、その部分が抜け落ちていたことがわかった。